# Thyrocarpus glochidiatus
Thyrocarpus glochidiatus là loài thực vật có hoa trong họ Mồ hôi. Loài này được Maxim. miêu tả khoa học đầu tiên năm 1880.